# Duisburger FV 08
Der Duisburger Fußballverein 08 e. V. ist ein deutscher Fußballverein aus dem Duisburger Stadtteil Hochfeld.

## Fußball
Der Verein wurde im Juni 1908 als Hochfelder Fußball Club gegründet. Zunächst trat die Mannschaft in weiß-rot längsgestreiften Trikots und weißen Hosen an. Der erste Fußballplatz fand zwischen Wanheimer-, Eigen- und Reichsstraße (jetzt Rheinhauser Straße) sein Zuhause. Ein Jahr später fand die Aufnahme in den Rheinisch-Westfälischen Spielverband, den heutigen Westdeutschen Fußballverband, und damit der Eintritt in den geregelten Spielbetrieb statt. Bis 1912 gelang dem Verein als Meister der jeweiligen Liga der Durchmarsch in die Kreisliga Rheinischer Nordkreis, seinerzeit zweithöchste Spielklasse.
1914 ergaben sich einige Änderungen für den Klub: Er tauft sich in Duisburger Fußballverein 08 um, erhält die heute noch gültigen Vereinsfarben grün-weiß und lässt sich ins Vereinsregister eintragen. Nach der Wiederaufnahme des Spielbetriebs nach dem Ersten Weltkrieg spielte der Verein wieder in der Kreisliga, ehe 1921 hinter dem Duisburger SpV Platz zwei erreicht wird, der zur Qualifikation für die neugeschaffene Gauliga ausreichte.
1933 wurde die Fußballmannschaft Niederrhein-Pokalsieger. Als Ligazweiter hinter dem TuS Duisburg 99 erreichte der Klub die neugegliederte Gauliga Niederrhein. 1937, nach vier Jahren Erstklassigkeit, musste der Klub allerdings als Vorletzter absteigen. Im selben Jahr erreichte er nach einem 1:0-Sieg über VfB Mühlburg das Achtelfinale im Tschammerpokal, scheiterte dort jedoch an Borussia Dortmund. In Dortmund gab es ein 1:1 nach Verlängerung, im Wiederholungsspiel musste sich der DFV zuhause vor 8000 Zuschauern mit 1:3 geschlagen geben.
Nach dem Zweiten Weltkrieg wurde der Spielbetrieb in der Bezirksklasse wieder aufgenommen. 1947 wurde der Aufstieg in die Landesliga geschafft, 1949 gelang mit dem Aufstieg in die Oberliga West die Rückkehr in die Erstklassigkeit. Dort spielte der Verein allerdings nur ein Jahr. 1951 wurde der Wiederaufstieg am letzten Spieltag knapp verpasst, Schwarz-Weiß Essen hatte am Ende die Nase vorn.
1953 erfolgte wegen einer Reduzierung der Mannschaften in der Liga der Abstieg in die Verbandsliga Niederrhein, erst 1962 gelang der Aufstieg in die 2. Liga West. Allerdings ging es ab der Mitte der 1960er Jahre mit dem Verein bergab. Die Fußballmannschaft stürzte bis in die Bezirksliga ab. Ein letztes Mal sorgte der DFV 1966/67 für große Pokal-Erfolge, als er nacheinander VfB Lohberg (2:0), Eintracht Duisburg (3:1), VfR Neuss (1:0 n. V.) und Bayer 04 Leverkusen (1:0) ausschaltete. Im Halbfinale des Westdeutschen Pokals verlor der Duisburger FV gegen Alemannia Aachen mit 1:5, hatte sich aber für die Endrunde des DFB-Pokals qualifiziert. Dort verlor die Mannschaft vor 6000 Zuschauern mit 0:2 gegen Schwarz-Weiß Essen.
1982 erreichte die Fußballmannschaft wieder die Verbandsliga Niederrhein und konnte im selben Jahr den FC Bayern München zu einem Freundschaftsspiel begrüßen: 12.000 Zuschauer erlebten im Wedau-Stadion ein 1:4 (Torschütze Balsam). 1984/85 wurde sogar die erste Runde des DFB-Pokals erreicht, wo sich jedoch der damals erstklassige SV Waldhof Mannheim beim 1:4 (Torschütze Lohmann) als zu stark erwies. 1988 erfolgte der Abstieg, 1991 der Wiederaufstieg. 1994 verpasste der Verein als Fünfter recht knapp den Aufstieg zur Oberliga Nordrhein.
Nachdem der Verein 1998 aus der Verbandsliga abgestiegen war, erfolgte bis 2003 der Absturz in die Kreisliga A, aus welcher man 2009 ebenfalls in die Kreisliga B abstieg. In der Spielzeit 2009/10 gelang jedoch die Rückkehr in die Kreisliga A, so dass der Verein seit der Saison 2010/11 wieder neuntklassig spielt.
Zur Saison 2012/2013 verpflichtete der Duisburger FV 08 den Trainer Salvatore Campanella. Der Verein wollte mit ihm innerhalb von drei Jahren in die Bezirksliga aufsteigen, scheiterte jedoch zweimal sehr knapp und wurde nur "Vizemeister" der Kreisliga A und verpasste so jeweils knapp den angestrebten Aufstieg. Salvatore Campanella verlängerte daraufhin seinen Vertrag nicht und beendete mit dem letzten Spieltag zur Saison 2014/2015 seiner Trainertätigkeit beim Duisburger FV 08.
Durch eine tolle Leistung in der Niederrheinpokalsaison 2013/2014 erreichte man nach einigen Jahren wieder die Teilnahme am Niederrheinpokal in der Saison 2014/2015. Dort traf man in der 1. Runde als Neuntligist auf den späteren Aufsteiger in die 2. Bundesliga, MSV Duisburg, und unterlag nach relativ gutem Beginn noch mit 0:9.
Zur Saison 2015/2016 wird Alessandro Vergaro die 1. Mannschaft des Duisburger FV 08 trainieren, nachdem er die 2. Mannschaft souverän zum Aufstieg in die Kreisliga B geführt hatte.
Nachdem erneut der Aufstieg in die Bezirksliga als Tabellenführer verpasst wurde, beendete auch Alessandro "Totti" Vergaro sein Engagement bei den 08ern und wechselte zum SV Orsoy.
Zur Saison 2016/2017 verpflichteten die 08er den langjährig in der eigenen Jugendarbeit tätigen Berkant Serifoski als Trainer der 1. Herrenmannschaft. Dieser hatte die 1. Herrenmannschaft in der Saison 2009/2010 bereits aus der Kreisliga B in die Kreisliga A geführt und sich danach wieder dem Jugendfußball gewidmet. Im Sommer 2019 wurde man dann Meister der Kreisliga A (Gruppe 1), durch zwei Siege in den Relegationsspielen gegen den TV Voerde, den Meister der Parallelgruppe, gelang der ersehnte Aufstieg in die Bezirksliga. Trainer Serifoski zog sich anschließend zurück und der Verein verpflichtete Dirk Pusch als Nachfolger, der bis zum Ende der wegen der COVID-19-Pandemie vorzeitig abgebrochenen Spielzeit 2020/21 im Amt blieb. Danach wurde Musa Celik als Chefcoach verpflichtet, seit dem Sommer 2023 ist Mustafa Öztürk als Trainer tätig.

## Andere Sportarten
In der langjährigen Vereinsgeschichte des DFV 08 wurden – neben Fußball – etliche andere Sportarten betrieben:
Handball (Herren) 1924–69,
Handball (Damen) 1925–29,
Gehen 20er Jahre,
Boxen 1957–70,
Tischtennis 1957–66,
Poolbillard 1980–88 (?) und
Rugby 2000–02 (?).

## Persönlichkeiten
- Oliver Adler – Der Torhüter begann beim Duisburger FV 08 mit dem Fußballspielen, bevor er 1990 zu Schwarz-Weiß Essen wechselte. Später spielte Adler bei Rot-Weiß Oberhausen, wo er es auf 224 Zweitligaeinsätze brachte. Dann spielte er beim KSV Hessen Kassel. Kurzzeitig arbeitet Adler 2011 als Interimstrainer bei seinem alten Verein Rot-Weiß Oberhausen.
- Günter Brocker – Im Jahre 1952 wechselte Günther Brocker aus der 2. Liga West vom Duisburger FV 08 zum FC Schalke 04. Fritz Szepan holte den linken Verteidiger von der Wedau an die Emscher. Mit 08 hatte er in der Saison 1949/50 in der Oberliga West 28 Spiele absolviert. Der zweikampfstarke Abwehrspieler kam bis 1961 auf 152 Einsätze für Schalke. Der größte Erfolg war der Gewinn der Deutschen Meisterschaft 1958.
- Ali Camdali – Der Mittelfeldspieler begann seine Karriere in jungen Jahren beim Duisburger FV 08, bevor er in die Jugendmannschaft des Bundesligisten Borussia Mönchengladbach wechselte. Nach einer Zwischenstation bei Bayer 04 Leverkusen wechselte Ali Camdali in die türkische Süper Lig.
- Die Zwillingsbrüder Ralf und Jörg Kessen wechselten vom DFV 08 zum MSV Duisburg.
- Manfred Kroke – Torhüter der Aufstiegsmannschaft 1962
- Horst Klinkhammer – Torjäger der Aufstiegsmannschaft 1962